# 马纳斯-巴斯塔努斯
马纳斯-巴斯塔努斯（法語：Manas-Bastanous，法語發音：[manas bastanus]）是法国热尔省的一个市镇，属于米朗德区。该市镇于1822年由原市镇马纳斯（Manas）、阿鲁（Arroux）和巴斯塔努斯（Bastanous）合并而成。

## 地理
马纳斯-巴斯塔努斯（43°22'13"N, 0°21'57"E）面积7.54 平方千米，位于法国奧克西塔尼大區热尔省，该省份为法国西南部内陆省份，北起顺时针与洛特-加龙省、塔恩-加龙省、上加龙省、上比利牛斯省、大西洋比利牛斯省和朗德省接壤。
与马纳斯-巴斯塔努斯接壤的市镇（或旧市镇、城区）包括：丰特拉耶、巴尔屈尼昂、蒙德马拉斯特、萨拉居藏。
马纳斯-巴斯塔努斯的时区为UTC+01:00、UTC+02:00（夏令时）。

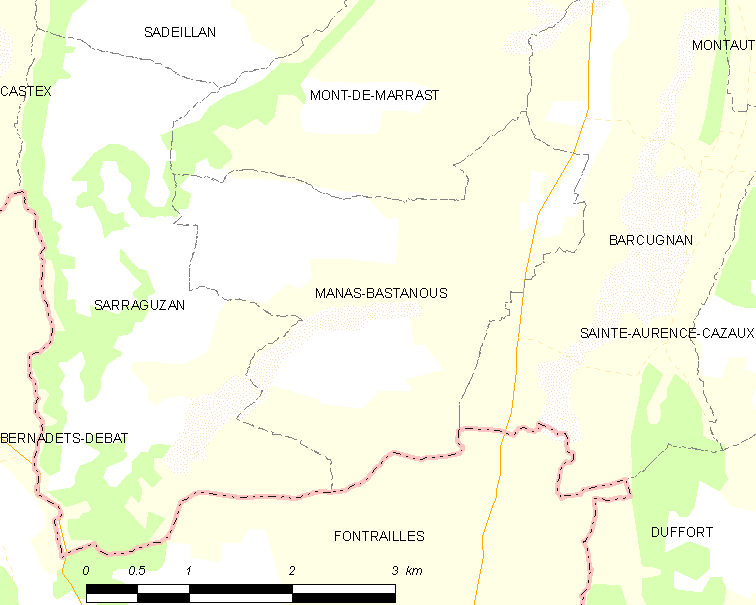
马纳斯-巴斯塔努斯的OSM定位图

## 行政
马纳斯-巴斯塔努斯的邮政编码为32170，INSEE市镇编码为32226。

## 政治
马纳斯-巴斯塔努斯所属的省级选区为米朗德-阿斯塔拉克县。

## 人口

1962-2008年间马纳斯-巴斯塔努斯人口变化图示

马纳斯-巴斯塔努斯于2022年1月1日时的人口数量为83人。